# Gil Vicente Futebol Clube
O Gil Vicente Futebol Clube, mais conhecido como Gil Vicente, é um clube português sediado na cidade de Barcelos. É mais conhecido pela sua equipa de futebol profissional, que joga atualmente na Liga Portugal Betclic, a competição mais importante do futebol português.
Fundado a 3 de maio de 1924, no feriado municipal, é um dos clubes mais representativos da região do Minho, a par do FC Famalicão e logo a seguir ao SC Braga e Vitória SC, e conta com 25 presenças no mais alto escalão do futebol português.
As alcunhas da equipa são "barcelenses", "galos", associado à cidade e à sua mascote, o galo. Os seus apoiantes são chamados de "gilistas". Os seus jogos de futebol em casa são realizados no Estádio Cidade de Barcelos, inaugurado em 2004, com capacidade para 12 046 lugares, tendo substituído o antigo Estádio Adelino Ribeiro Novo.
É visto como um clube com uma identidade regional forte, representando o concelho de Barcelos e sendo um orgulho local pelo seu historial no futebol português. Mesmo quando o clube passou por períodos difíceis , como o "Caso Mateus", os adeptos mantiveram o seu apoio constante, evitando problemas maiores.
O Gil Vicente FC tem um total de 6 títulos conquistados. Ganhou 2 títulos da Segunda Liga, 1 título da III Divisão e 3 títulos da 1º Divisão da AF Braga. Em adição, foi finalista na Taça da Liga em 2011/12.
O Gil Vicente FC está na 210ª posição no ranking mundial da IFFHS em 10 de março de 2022.

## História
Atualizado em 30 de maio de 2024

### As origens
O futebol chegou a Barcelos nas primeiras décadas do século XX através de relatos de visitantes que se deslocavam ao Porto e a Lisboa.Rapidamente foi ganhando adeptos e cedo surgiram equipas formadas por jovens locais como o Barcellos Sporting Club e o União Foot-ball Club Barcellense.
Foi um grupo de jovens que regularmente se reunia num banco no actual Largo Doutor Martins Lima, conhecido na então vila por Largo do Teatro, por ali se encontrar o Theatro Gil Vicente, que resolveu fundar um novo clube de futebol na cidade. O nome escolhido foi o de Gil Vicente Foot-ball Barcelense, pelo nome do Teatro em fronte do qual se encontravam regularmente e em homenagem a Gil Vicente o grande dramaturgo e «pai do Teatro Português» que alguns historiadores apontavam ser natural da cidade banhada pelo Cávado.
Entre as muitas dificuldades que se apresentavam ao jovem clube, como a falta de equipamentos, bolas e jogadores, juntava-se a inexistência de um recinto de jogos. Ao princípio conseguiram suprir a lacuna, treinando e disputando os seus jogos no Campo da Estação pertença do vizinho Triunfo Sport Clube, mas a longo prazo tornou-se premente adquirir um recinto próprio, e foi assim que a 3 de Maio de 1933 o Gil Vicente inaugurou o seu primeiro recinto num jogo contra o SC Braga no Campo da Granja.
A primeira camisola do clube era vermelha, passando depois a equipar com listas verdes e brancas horizontais, só mais tarde seria adoptado o azul e o vermelho como cores do clube.
Em 16 de Setembro de 1946 um dos seus jogadores, Adelino Ribeiro Novo, faleceu em campo após um choque com um adversário. Mais tarde e como homenagem, o estádio ganhou o seu nome.
Foi também durante a década de quarenta que os gilistas começaram a ser habitués do Campeonato Nacional da 2ª Divisão, começando a criar rivalidades com alguns dos clubes vizinhos do Distrito de Braga.

### Anos de espera e crescimento
Na época de 1974/75 quando num momento de instabilidade directiva, o Padre José Maria Furtado torna-se o dirigente dos gilistas, exactamente num momento em que o país vivia um período de grande tensão política, a associação do clube a círculos próximos da Igreja causou alguns anticorpos no período conturbado e revolucionário, mas que rapida e serenamente foram ultrapassados.
Em 1976/77 os gilistas foram a sensação na Taça de Portugal chegando às meias-finais onde foram eliminados pelo SC Braga, mas só após o jogo de desempate. Na edição seguinte o clube voltou a chegar longe, caindo nos quartos-de-final às mãos do FC Porto.
A década de 70 foi uma década de reorganização e nos anos 80 os gilistas cimentaram a posição nos campeonatos nacionais e os dois terceiro lugar atingidos em 1987 e 1989 deixavam antever a promoção que aconteceu pela primeira vez 1989/90, numa equipa comanda por Rodolfo Reis.

### Finalmente a Primeira Divisão
O ano de estreia mostrou um Gil Vicente crescido e preparado para as altas andanças, perdendo apenas com FC Porto e Benfica no Adelino Ribeiro Novo e vencido o Sporting por 2x1, terminando o campeonato em 13º lugar em 20 equipas, com os mesmos pontos que o despromovido Tirsense. A segunda época trouxe um campeonato um pouco mais descansado e a primeira vitória sobre os dragões no Adelino Ribeiro Novo. Nas épocas seguintes o Gil Vicente foi segurando com maior ou menor dificuldade a manutenção, com jogadores de destaque como Tuck, Cacioli e Drulović – mais tarde vendido ao FC Porto.
Em 1994/95 surgiu a primeira vitória sobre o Benfica em casa e na segunda volta conseguiu nova vitória histórica, desta feita na Luz, para espanto do país desportivo. Uma época decepcionante em 1996/97 ditou a primeira despromoção à 2ª Divisão da história do clube.
Em 1999/00, após dois anos de ausência e sobre a batuta de Álvaro Guimarães os gilistas conseguem uma época de sonho terminando em 5º lugar, vencendo na última jornada os azuis-e-brancos (2x1) que discutiam taco-a-taco com os leões o título de Campeão nacional. Foi uma equipa que marcou uma era em Barcelos, com jovens como Petit, Ricardo Nascimento e tendo em Carlitos – um filho da terra – a grande estrela.

### O Novo Milénio
Na primeira década do novo milénio o Gil Vicente voltou a estabilizar entre os grandes. Foram novamente sete épocas entre a elite do futebol nacional com o Gil Vicente a lutar todos os anos pela manutenção, conseguindo apenas em 2002/03 um destacado 8º lugar. Neste período destaca-se a convocatória de Luís Loureiro à Selecção Nacional, o primeiro atleta do clube a vestir a camisola das quinas. Em 30 de Maio de 2004 o Gil Vicente mudou-se para o Estádio Cidade de Barcelos, pertença da Câmara Municipal, abandonando o velhinho e muito limitado Adelino Ribeiro Novo.
Em 2006 os gilistas voltaram a cair de divisão, após mais um caso polémico no Futebol português, o caso Mateus que envolveu o jogador angolano com o mesmo nome e a sua inscrição na Liga de Clubes.
Após uma longa travessia do deserto na II Liga, e com Paulo Alves à frente do leme, o Gil Vicente vence o Campeonato da II Liga, repetindo o título de 1999 e volta à I Liga, onde consegue um campeonato seguro, com um futebol atractivo, tornando-se um terror dos grandes, pois no Municipal de Barcelos não passaram o Benfica (2x2), o campeão FC Porto (3x1) e o Sporting (2x0), que também foi vencido em Alvalade (0x1) na Taça da Liga, onde os «galos» chegariam longe, batendo o Braga nas meias-finais para perder por 2x1 com o Benfica na grande final de Coimbra.
Depois de quatro anos consecutivos na Primeira Liga, em que ficaram sempre em lugares de meio da tabela, os gilistas voltaram a descer ao segundo escalão do futebol nacional em 2014/15, derivado do 17º lugar alcançado sob as tutelas de João de Deus e José Mota. A formação de Barcelos entrou numa fase decadente e em 2017/18 terminou em 19º na Segunda Liga, o que queria dizer que ia mesmo descer ao Campeonato de Portugal, o 3º escalão do futebol nacional, na temporada seguinte.
No entanto, a estadia do Gil Vicente no Campeonato de Portugal foi curta e durou apenas uma temporada, uma vez que, em 2016, o Tribunal Administrativo do Círculo de Lisboa anulou o acórdão do Conselho de Justiça da Federação Portuguesa de Futebol relativo ao famoso «caso Mateus» e, no ano seguinte, os gilistas chegaram a um princípio de acordo com o Belenenses sobre o mesmo, o que permitiu a subida administrativa do clube à Primeira Liga em 2019/20, temporada em que ficou em 10º lugar na Liga NOS.

## Símbolos do clube

### Emblema
Após a Assembleia-Geral de 8 junho de 2021, os sócios aprovaram a mudança no emblema do clube para o utilizado entre 1938 e 2005, apenas modernizando-o.
Demarca-se o regresso do brasão da cidade de Barcelos utilizado desde a fundação, em detrimento do galo, mascote do clube.

### Materiais e patrocinadores
| Período       | Material Desportivo | Patrocinador             |
| ------------- | ------------------- | ------------------------ |
| 1991–1992     | Hummel              | Construções I. Magalhães |
| 1993–1993     | Hummel              |                          |
| 1994–1996     | Adidas              | Barcelos                 |
| 1996–1997     | Umbro               | Barcelos                 |
| 1997–1998     | Umbro               | Teleneiva (S.J. Freixo)  |
| 1998–1999     | Umbro               | Barcelos                 |
| 1999–2002     | Patrick             | Construções FM Magalhães |
| 2002–2004     | Patrick             | Barcelos                 |
| 2004–2005     | Desportreino        | Barcelos                 |
| 2005–2007     | Desportreino        | Cafés Tenco              |
| 2007–2009     | Desportreino        | Givec                    |
| 2009–2011     | Madsport            | Givec                    |
| 2011–2012     | Madsport            | Campicarn                |
| 2012–2013     | Macron              | Campicarn                |
| 2013–2018     | Macron              | Barcelos                 |
| 2018–2019     | Macron              |                          |
| 2019–2020     | Lacatoni            | Laskasas                 |
| 2020–2021     | Lacatoni            |                          |
| 2021–24       | Lacatoni            | Barcelos                 |
| 2024–presente | Lacatoni            | GoldenPark               |

## Infraestruturas desportivas
Atualizado em 2 de janeiro de 2023

### Estádio Adelino Ribeiro Novo

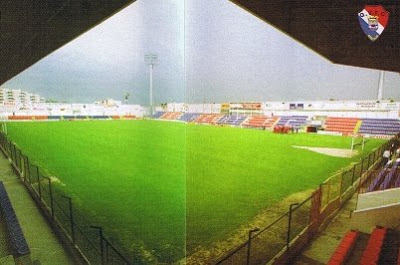
Estádio Adelino Ribeiro Novo

O Estádio Adelino Ribeiro Novo, frequentemente tratado apenas por Adelino Ribeiro Novo ou campo velho, é um estádio de futebol situado na cidade de Barcelos e tem capacidade para 8 500 pessoas. Foi inaugurado em 1933, numa partida frente ao SC Braga na qual a equipa visitante saiu vencedora, é propriedade do Gil Vicente FC e da Câmara de Barcelos. O campo foi casa do clube até 2004 (durante 71 anos), mudando se para o moderno Cidade de Barcelos.
O estádio é atualmente usado pela equipa sénior apenas para campo de treinos e também é usado pelas camadas jovens para os jogos oficiais. O campo tem atualmente três bancadas, sendo apenas duas cobertas.

### Estádio Cidade de Barcelos

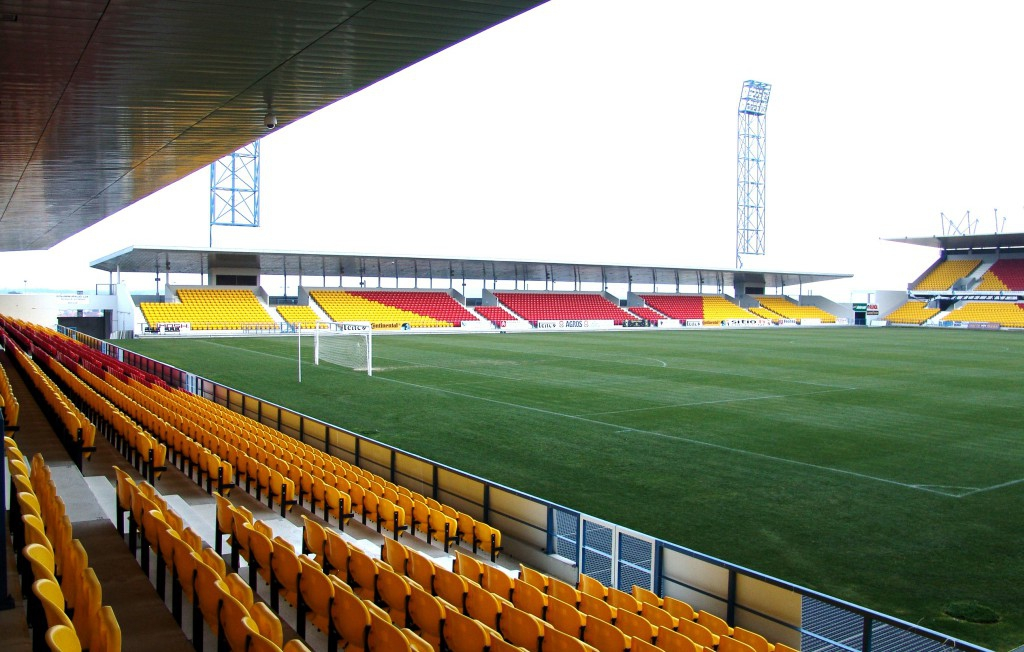
Estádio Cidade de Barcelos

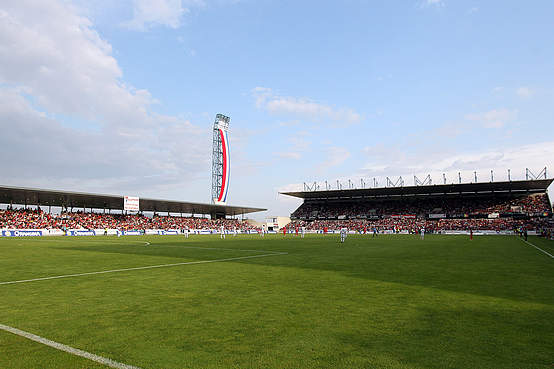
Jogo do título da 2º Liga em 2011

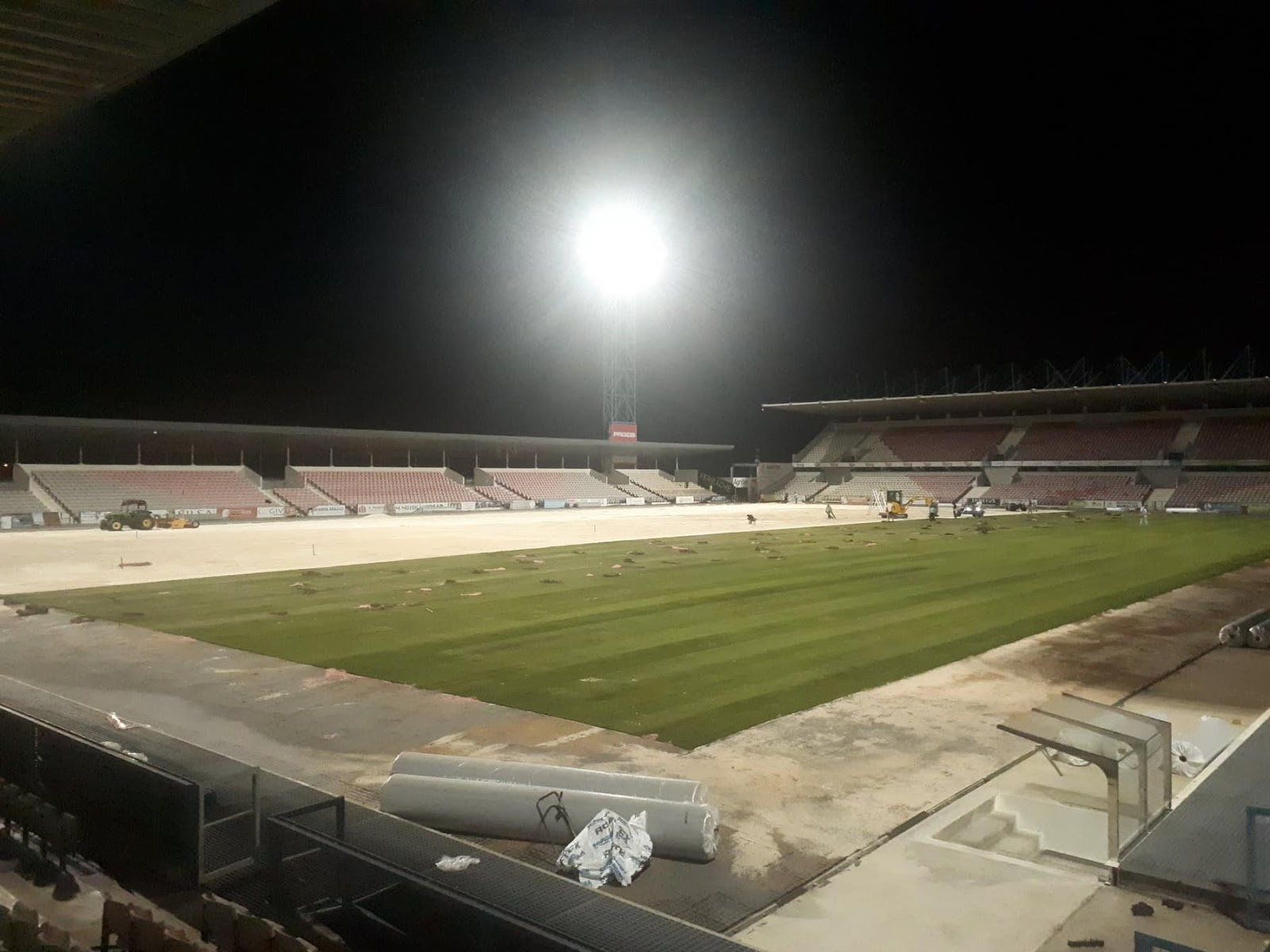
Obras no Estádio em 2019

O Estádio Cidade de Barcelos, incluído no Complexo Desportivo Municipal de Barcelos, é a atual casa do Gil Vicente FC e foi inaugurado no dia 30 de maio de 2004 e é pertença do Município de Barcelos. O evento contou com um encontro de futebol amigável entre o Gil Vicente FC e o Nacional Montevideu do Uruguai, no qual os gilistas foram derrotados por 1–2. O estádio possui capacidade para 12 046 espectadores, espalhados por quatro bancadas, todas cobertas.
As condições oferecidas pelo Adelino Ribeiro Novo eram bastante limitadas e não se coadunavam com as exigências do moderno futebol profissional, nem com as ambições do Gil Vicente ou a imagem da cidade de Barcelos. Deste modo, a autarquia local decidiu construir um novo complexo desportivo que incluía um moderno estádio de futebol. Assim, foi edificado na freguesia de Vila Boa do concelho de Barcelos, a norte da cidade, o Estádio Cidade de Barcelos.
O Estádio tem a categoria 3 da UEFA, o que permite a realização de jogos internacionais, incluindo os da seleção A e ainda tem o nível 1 da Liga de Clubes, significando que é dos melhores estádios com melhores condições do país.
O Estádio Cidade de Barcelos tem a capacidade de 12 046 lugares sentados, distribuídos em:
- Bancada Norte - 1.935
- Bancada Nascente - 2.448
- Bancada Sul Superior - 2.127
- Bancada Sul Inferior - 1.836
- Bancada Poente Superior - 1.587
- Bancada Poente Inferior - 1.818
- Lugares para Deficientes - 32
- Camarotes Empresa - 192
- Camarote VIP 1 - 12
- Camarote VIP 2 - 18
- Tribuna Presidencial - 41

Existem ainda 102 lugares destinados aos jornalistas e espaços específicos para transmissões televisivas.
Em 2019 o estádio foi requalificado para receber a Liga NOS na época 2019–20, sofrendo obras no relvado e nos acessos ao campo de jogo. O jogo que reinaugurou o Cidade de Barcelos foi a recepção do Gil Vicente FC diante do FC Porto na 1º jornada do campeonato recebendo  e vencendo por 2–1 os azuis e brancos.

### Sede Social
Inaugurada no dia 8 de Novembro de 1987, na rua Rua Dom Diogo Pinheiro, no centro da cidade de Barcelos, esta foi a durante largas décadas a primeira Sede Social do clube barcelense. A cerimónia de inauguração constituiu um ato pleno de significado para o clube. Era a tradução do simbolismo de uma vitória especial, o Gil Vicente FC tinha algo a que podia chamar seu.
Por aprovação da Assembleia Geral Extraordinária de 15 de dezembro de 2022, os sócios votaram em unanimidade da venda do imóvel da Sede Social por 600 mil euros à Câmara Municipal de Barcelos. Da mesma reunião extraordinária foi também aprovado a compra de um novo terreno por 120 mil euros para sediar a nova Sede Social do clube.

### Campos de Treinos do Complexo Desportivo de Barcelos
Atualmente em construção nos terrenos a norte do Estádio Cidade de Barcelos, e será pertença da Câmara Municipal de Barcelos. Serão dois campos de futebol, um com relva natural e outro com relva sintética. No campo principal ainda haverá uma bancada para cerca de 100 pessoas.

## Claques e Grupos de Apoio
- Nação Barcelense '06
- Gil Boys '93 (extinta)

## Futebol

### Seniores masculinos

#### Plantel
Atualizado em 1 de setembro de 2024

#### Palmarés
Atualizado em 05 de agosto de 2024
| Nacionais  | Nacionais                | Nacionais | Nacionais                  |
| Competição | Competição               | Títulos   | Épocas                     |
| ---------- | ------------------------ | --------- | -------------------------- |
|            | Segunda Liga             | 2         | 1998/99, 2010/11           |
|            | Terceira Divisão Extinta | 1         | 1959/60                    |
| Regionais  |                          |           |                            |
| Competição | Competição               | Títulos   | Épocas                     |
|            | AF Braga 1ª Divisão      | 3         | 1959/60, 1963/64 e 1964/65 |
| Total      |                          |           |                            |
|            | Conquistas Oficiais      | 6         | 3 Nacionais e 3 Regionais  |

#### Dados e estatísticas por Competição
| Competições Nacionais      | Competições Nacionais         | Competições Nacionais | Competições Nacionais | Competições Nacionais | Competições Nacionais | Competições Nacionais | Competições Nacionais | Competições Nacionais | Competições Nacionais |
| Competição                 | Competição                    | Temporadas            | Partidas              | Vitórias              | Empates               | Derrotas              | Golos marcados        | Golos sofridos        | Melhor Posição        |
| -------------------------- | ----------------------------- | --------------------- | --------------------- | --------------------- | --------------------- | --------------------- | --------------------- | --------------------- | --------------------- |
|                            | Primeira Liga                 | 23                    | 774                   | 233                   | 199                   | 352                   | 795                   | 1060                  | 5º Lugar              |
|                            | Segunda Liga                  | 10                    | 344                   | 130                   | 118                   | 96                    | 433                   | 365                   | Vencedor              |
|                            | Taça de Portugal              | 59                    | 179                   | 92                    | 21                    | 66                    | 293                   | 232                   | 1/2 Final             |
|                            | Taça da Liga                  | 15                    | 52                    | 18                    | 18                    | 16                    | 64                    | 62                    | Finalista             |
|                            | Campeonato de Portugal (liga) | 1                     | 34                    | 22                    | 4                     | 8                     | 65                    | 30                    | Caso execional        |
|                            | Segunda Divisão Extinta       | 39                    | 925                   | 356                   | 219                   | 350                   | 1330                  | 1289                  | 2º Lugar              |
|                            | Terceira Divisão Extinta      | 18                    | 219                   | 107                   | 38                    | 74                    | 455                   | 319                   | Vencedor              |
| Competições Internacionais |                               |                       |                       |                       |                       |                       |                       |                       |                       |
|                            | UEFA Conference League        | 1                     | 4                     | 1                     | 1                     | 2                     | 6                     | 7                     | Play-Off              |

### Seniores femininos

#### Dados e estatísticas por Competição
| Competições Nacionais | Competições Nacionais        | Competições Nacionais | Competições Nacionais | Competições Nacionais | Competições Nacionais | Competições Nacionais | Competições Nacionais | Competições Nacionais | Competições Nacionais |
| Competição            | Competição                   | Temporadas            | Partidas              | Vitórias              | Empates               | Derrotas              | Golos marcados        | Golos sofridos        | Melhor Posição        |
| --------------------- | ---------------------------- | --------------------- | --------------------- | --------------------- | --------------------- | --------------------- | --------------------- | --------------------- | --------------------- |
|                       | Campeonato Nacional Feminino | 2                     | 44                    | 13                    | 11                    | 20                    | 52                    | 103                   | 8º Lugar              |
|                       | II Divisão (Ap. Campeão)     | 4                     | 77                    | 42                    | 11                    | 24                    | 228                   | 96                    | 3º Lugar              |
|                       | Taça de Portugal Feminina    | 6                     | 15                    | 10                    | 1                     | 4                     | 46                    | 20                    | 1/4 Final             |

#### Classificações por época
| Época   | Nível | Competições       | Competições                      | Competições      | Competições            | Competições            |
| Época   | Nível | Divisão           | Classificação                    | Taça de Portugal | Taça da Liga*          | UEFA Conference League |
| ------- | ----- | ----------------- | -------------------------------- | ---------------- | ---------------------- | ---------------------- |
| 1980-81 | 2     | II Divisão        | 4º ( Norte)                      | 1/64             | Competição não existia | Competição não existia |
| 1981-82 | 2     | II Divisão        | 8º (Zona Norte)                  | 1/64             | Competição não existia | Competição não existia |
| 1982-83 | 2     | II Divisão        | 7º (Zona Norte)                  | OF               | Competição não existia | Competição não existia |
| 1983-84 | 2     | II Divisão        | 9 (Zona Norte)                   | OF               | Competição não existia | Competição não existia |
| 1984-85 | 2     | II Divisão        | 10º (Zona Norte)                 | OF               | Competição não existia | Competição não existia |
| 1985-86 | 2     | II Divisão        | 9º ( Norte)                      | 1/64             | Competição não existia | Competição não existia |
| 1986-87 | 2     | II Divisão        | 3º (Zona Norte)                  | 1/64             | Competição não existia | Competição não existia |
| 1987-88 | 2     | II Divisão        | 10º (Zona Norte)                 | QF               | Competição não existia | Competição não existia |
| 1988-89 | 2     | II Divisão        | 3º (Zona Norte)                  | 1/32             | Competição não existia | Competição não existia |
| 1989-90 | 2     | II Divisão        | 1º (Zona Norte) 2º (Ap. Campeão) | 1/16             | Competição não existia | Competição não existia |
| 1990-91 | 1     | Primeira Liga     | 13º                              | 4E               | Competição não existia | Competição não existia |
| 1991-92 | 1     | Primeira Liga     | 13º                              | QF               | Competição não existia | Competição não existia |
| 1992-93 | 1     | Primeira Liga     | 9º                               | 4E               | Competição não existia | Competição não existia |
| 1993-94 | 1     | Primeira Liga     | 12º                              | 4E               | Competição não existia | Competição não existia |
| 1994-95 | 1     | Primeira Liga     | 13º                              | 4E               | Competição não existia | Competição não existia |
| 1995-96 | 1     | Primeira Liga     | 12º                              | 4E               | Competição não existia | Competição não existia |
| 1996-97 | 1     | Primeira Liga     | 18º                              | 4E               | Competição não existia | Competição não existia |
| 1997-98 | 2     | Segunda Liga      | 4º                               | QF               | Competição não existia | Competição não existia |
| 1998-99 | 2     | Segunda Liga      | Campeão                          | OF               | Competição não existia | Competição não existia |
| 1999-00 | 1     | Primeira Liga     | 5º                               | OF               | Competição não existia | Competição não existia |
| 2000–01 | 1     | Primeira Liga     | 14º                              | OF               | Competição não existia | Competição não existia |
| 2001–02 | 1     | Primeira Liga     | 13º                              | 4E               | Competição não existia | Competição não existia |
| 2002–03 | 1     | Primeira Liga     | 8º                               | 5E               | Competição não existia | Competição não existia |
| 2003–04 | 1     | Primeira Liga     | 12º                              | 4E               | Competição não existia | Competição não existia |
| 2004–05 | 1     | Primeira Liga     | 13º                              | 4E               | Competição não existia | Competição não existia |
| 2005–06 | 1     | Primeira Liga     | 12º*                             | 4E               | Competição não existia | Competição não existia |
| 2006–07 | 2     | Segunda Liga      | 12º                              | Não participou*  | Competição não existia | Competição não existia |
| 2007–08 | 2     | Segunda Liga      | 4º                               | QF               | 1E                     | Competição não existia |
| 2008–09 | 2     | Segunda Liga      | 9º                               | 4E               | 1 FG                   | Competição não existia |
| 2009–10 | 2     | Segunda Liga      | 10º                              | 4E               | 1 FG                   | Competição não existia |
| 2010–11 | 2     | Segunda Liga      | Campeão                          | 3E               | 2 FG                   | Competição não existia |
| 2011–12 | 1     | Primeira Liga     | 9º                               | 3E               | Finalista              | Competição não existia |
| 2012–13 | 1     | Primeira Liga     | 13º                              | QF               | 1 FG                   | Competição não existia |
| 2013–14 | 1     | Primeira Liga     | 13º                              | OF               | 2 FG*                  | Competição não existia |
| 2014–15 | 1     | Primeira Liga     | 17º                              | QF               | FG                     | Competição não existia |
| 2015–16 | 2     | Segunda Liga      | 11º                              | MF               | 1F                     | Competição não existia |
| 2016–17 | 2     | Segunda Liga      | 13º                              | 4E               | 2F                     | Competição não existia |
| 2017–18 | 2     | Segunda Liga      | 19º                              | 2E               | 2F                     | Competição não existia |
| 2018–19 | 3     | Camp. de Portugal | -                                | 2E               | Não qualificado        | Competição não existia |
| 2019–20 | 1     | Primeira Liga*    | 10º                              | 4E               | FG                     | Competição não existia |
| 2020–21 | 1     | Primeira Liga*    | 11º                              | QF               | Não participou         | Competição não existia |
| 2021–22 | 1     | Primeira Liga*    | 5º                               | 4E               | 2F                     | Não qualificado        |
| 2022–23 | 1     | Primeira Liga*    | 13º                              | 4E               | QF                     | Play-Off               |
| 2023-24 | 1     | Primeira Liga*    | 12º                              | QF               | 1F                     | Não qualificado        |
| 2024-25 | 1     | Primeira Liga*    |                                  |                  | Não qualificado        | Não qualificado        |

- Pelos acontecimentos do Caso Mateus, o clube desceu de divisão em 2005–06 e perdeu o direito de jogar a Taça de Portugal do ano a seguir
- A Taça da Liga estreou em 2007–08
- Até 2013–14 a Taça da Liga continha duas fases de grupos
- Reintegrado na Primeira Liga devido aos acontecimentos do Caso Mateus

- Legenda das cores na pirâmide do futebol português

     1º nível (1ª Divisão / 1ª Liga) 
     2º nível (até 1989–90 como 2ª Divisão Nacional, dividido por zonas, em 1990–91 foi criada a 2ª Liga) 
     3º nível (até 1989–90 como 3ª Divisão Nacional, depois de 1989–90 como 2ª Divisão B/Nacional de Seniores/Campeonato de Portugal, e após 2020-21 como Liga 3)
     4º nível (entre 1989–90 e 2012–13 como 3ª Divisão, entre 1947–48 e 1989–90, após 2013–14 como 1ª Divisão Distrital e depois como Campeonato de Portugal) 

### Jogadores
| Mais Jogos Oficiais | Mais Jogos Oficiais | Mais Jogos Oficiais                        | Mais Jogos Oficiais |    | Melhores Marcadores | Melhores Marcadores                         | Melhores Marcadores | Melhores Marcadores |
| #                   | Jogador             | Temporadas                                 | J                   | #  | Jogador             | Temporadas                                  | G                   |                     |
| ------------------- | ------------------- | ------------------------------------------ | ------------------- | -- | ------------------- | ------------------------------------------- | ------------------- | ------------------- |
| 1                   | Paulo Jorge         | 1998-2008                                  | 237                 | 1  | Paulo Alves         | 1988-1991, 2001-2005                        | 46                  |                     |
| 2                   | Jorge Casquilha     | 1997-2005                                  | 232                 | 2  | Fran Navarro        | 2021-2023                                   | 37                  |                     |
| 3                   | Tuck                | 1989-1998                                  | 231                 | 3  | João Vilela         | 2005-2009; 2010-2015                        | 35                  |                     |
| 4                   | Lemos               | 1994-2002                                  | 211                 | 4  | M. Mangonga         | 1989-1995                                   | 34                  |                     |
| 5                   | João Vilela         | 2005-2009; 2010-2015                       | 204                 | 5  | Hugo Vieira         | 2009-2014; 2020                             | 33                  |                     |
| 6                   | Luís Coentrão       | 2002-2008                                  | 178                 | 6  | Paulinho            | 2013-2017                                   | 33                  |                     |
| 7                   | Carlitos            | 1994-1997; 1999-2000; 2004-2006, 2010-2011 | 178                 | 7  | Simy Nwanko         | 2013-2016                                   | 31                  |                     |
| 8                   | Fernando Rosado     | 1988-1994                                  | 174                 | 8  | Samuel Lino         | 2019-2022                                   | 27                  |                     |
| 9                   | M. Mangonga         | 1989-1995                                  | 172                 | 9  | Carlitos            | 1994-1997; 1999-2000 ; 2004-2006, 2010-2011 | 25                  |                     |
| 10                  | Paulo Alves         | 1988-1991, 2001-2005                       | 172                 | 10 | Zé Luís             | 2009-2012                                   | 22                  |                     |

### Treinadores
| Treinadores do GVFC              | Treinadores do GVFC       | Treinadores do GVFC | Treinadores do GVFC | Treinadores do GVFC | Treinadores do GVFC | Treinadores do GVFC |
| Tempo em Funções                 | Treinador                 | Títulos             | Jogos               | Vitórias            | Empates             | Derrotas            |
| -------------------------------- | ------------------------- | ------------------- | ------------------- | ------------------- | ------------------- | ------------------- |
| 2010 - 2013                      | Paulo Alves (1º Passagem) | 1                   | 123                 | 42                  | 38                  | 43                  |
| 2013 - 2014 (até setembro)       | João de Deus              | -                   | 41                  | 10                  | 11                  | 20                  |
| 2014 - 2015                      | José Mota                 | -                   | 40                  | 7                   | 13                  | 20                  |
| 2015 - 2016                      | Nandinho (1º Passagem)    | -                   | 54                  | 20                  | 16                  | 18                  |
| 2016 - 2017                      | Álvaro Magalhães          | -                   | 47                  | 14                  | 19                  | 14                  |
| 2017 (julho a novembro)          | Jorge Casquilha           | -                   | 21                  | 6                   | 6                   | 9                   |
| 2017 - 2018 (Dezembro a Janeiro) | Paulo Alves (2º Passagem) | -                   | 9                   | 1                   | 3                   | 5                   |
| 2018 (Fevereiro a Maio)          | Pedro Ribeiro             | -                   | 13                  | 3                   | 3                   | 7                   |
| 2018 - 19                        | Nandinho (2º Passagem)    | -                   | 36                  | 23                  | 4                   | 9                   |
| 2019 - 20                        | Vítor Oliveira            | -                   | 40                  | 14                  | 10                  | 16                  |
| 2020 (julho a novembro)          | Rui Almeida               | -                   | 7                   | 1                   | 2                   | 4                   |
| 2020 - 2022                      | Ricardo Soares            | -                   | 69                  | 27                  | 18                  | 24                  |
| 2022 (julho a novembro)          | Ivo Vieira                | -                   | 16                  | 4                   | 4                   | 8                   |
| 2022 - 23                        | Daniel Sousa              | -                   | 25                  | 10                  | 5                   | 10                  |
| 2023 - 24 (julho a abril)        | Vítor Campelos            | -                   | 33                  | 10                  | 7                   | 16                  |
| 2024 (abril a agosto)            | Tozé Marreco              | -                   | 5                   | 2                   | 2                   | 1                   |
| 2024 - Atual                     | Bruno Pinheiro            | -                   | -                   | -                   | -                   | -                   |

| Mais Jogos Oficiais | Mais Jogos Oficiais | Mais Jogos Oficiais |    | Mais Vitórias      | Mais Vitórias | Mais Vitórias |
| #                   | Treinador           | J                   | #  | Treinador          | V             |               |
| ------------------- | ------------------- | ------------------- | -- | ------------------ | ------------- | ------------- |
| 1                   | Paulo Alves         | 204                 | 1  | Paulo Alves        | 74            |               |
| 2                   | Vitor Oliveira      | 199                 | 2  | Vitor Oliveira     | 63            |               |
| 3                   | Álvaro Magalhães    | 132                 | 3  | Álvaro Magalhães   | 52            |               |
| 4                   | Nandinho            | 90                  | 4  | Nandinho           | 43            |               |
| 5                   | Rodolfo Reis        | 82                  | 5  | Rodolfo Reis       | 37            |               |
| 6                   | Luís Campos         | 82                  | 6  | Ricardo Soares     | 27            |               |
| 7                   | Ricardo Soares      | 69                  | 7  | Luís Campos        | 25            |               |
| 8                   | Bernardino Pedroto  | 68                  | 8  | Ulisses Morais     | 18            |               |
| 9                   | Ulisses Morais      | 51                  | 9  | Henrique Nunes     | 14            |               |
| 10                  | João de Deus        | 41                  | 10 | Bernardino Pedroto | 13            |               |

## Modalidades e formações
Atualizado em 21 de maio de 2022
Em 2018-19 deu-se a criação da Equipa A de Futebol Feminino.
Na temporada de 2019-20 foi criada a segunda modalidade do clube, a equipa de eSports.
Para a época de 2022-23, o presidente Francisco Dias da Silva, anunciou a criação da equipa de formação de Sub-23 que competirá nas competições da Liga Revelação e da Taça Revelação regidas pela FPF.
| Modalidades      | Modalidades      |
| ---------------- | ---------------- |
| Futebol          | eSports          |
| Formações        |                  |
| Futebol Legends  | Futebol Feminino |
| Futebol Sub-23   | Futebol Sub-19   |
| Futebol Sub-19 F | Futebol Sub-17   |
| Futebol Sub-15   | Futebol Sub-13   |

## Presidentes
Atualizado em 01 de fevereiro de 2024
| #     | Período                  | Presidente                            | Feitos e Marcos | Ref           |
| ----- | ------------------------ | ------------------------------------- | --- | ------------- |
| 1     | 1974?                    | Pa. José Maria Furtado                | Bodas de Ouro em 1974 (50º Aniversário) (1973-74) | [ 15 ]        |
| (...) |                          |                                       | |               |
| 2     | 1982 - 1989              | António Caravana                      | Inauguração da nova Sede Social (1987) Primeiro relvado natural no Estádio Adelino Ribeiro Novo (1987-88) | [ 15 ] [ 16 ] |
| 3     | 1989 - 1991              | Francisco Dias da Silva (1º Passagem) | Subida à Primeira Divisão (1990-91) | [ 15 ]        |
| 4     | 1991 - 1998              | Francisco Magalhães                   | Estreia na Primeira Divisão (1991-92) | [ 15 ]        |
| 5     | 1998 - 2003              | João Magalhães                        | Campeão da Segunda Liga (1998-99) | [ 15 ]        |
| 6     | 2003 - 2005              | Abílio Martins                        | Mudança para o novo Estádio Cidade de Barcelos (2004-05) |               |
| 7     | 2005 - 2017              | António Fiúza                         | Novo Emblema (2005-06) (Emblema esteve entre 2005-2021) Caso Mateus (2005-06) Campeão da Segunda Liga (2010-11) Finalista da Taça da Liga e primeira final do clube (2011-12) |               |
| 8     | 2017 - 2024              | Francisco Dias da Silva (2º Passagem) | Criação da Equipa A de Futebol Feminino (2018-19) Criação da modalidade de Esports (2019-20) Novo Emblema (2021-Atual) Melhor classificação na Primeira Liga: 5º Lugar (2021-22) Criação da formação de Sub-23 Masculinos (2022-23) Estreia nas competições europeias (2022-23) Reforço na aposta no Futebol Feminino (Formação) (2023-24) |               |
| 9     | 2024 (Fevereiro a Junho) | Avelino Dias da Silva                 | Presidente do Centenário do Clube (2023-24) | [ 17 ]        |
| 10    | 2024 (Junho) - Atual     | Rui Manuel da Silva                   | Criação da formação Sub-19 Feminino (2024-25) Maior Transferência (Contratação) (2024-25) Criação da formação Legends (2024-25) | [ 18 ] [ 19 ] |